# Pulau Karam
Pulau Karam is een bestuurslaag in het regentschap Pekanbaru van de provincie Riau, Indonesië. Pulau Karam telt 4034 inwoners (volkstelling 2010).